# Fresneville
Fresneville est une commune française située dans le département de la Somme, en région Hauts-de-France.

## Géographie

### Localisation
Fresneville est un village picard du Vimeu.
À vol d'oiseau, la localité est située à 6 km au nord-est de Beaucamps-le-Vieux, 9 km au sud-est de Oisemont, 24 km au sud d'Abbeville et à 34 km à l'ouest d'Amiens.
Le territoire de la commune est limitrophe de ceux de quatre communes.  Les communes limitrophes sont Arguel, Avesnes-Chaussoy, Saint-Maulvis et Villers-Campsart.

### Hydrographie
La commune est située dans le bassin Artois-Picardie. Elle n'est drainée par aucun cours d'eau.

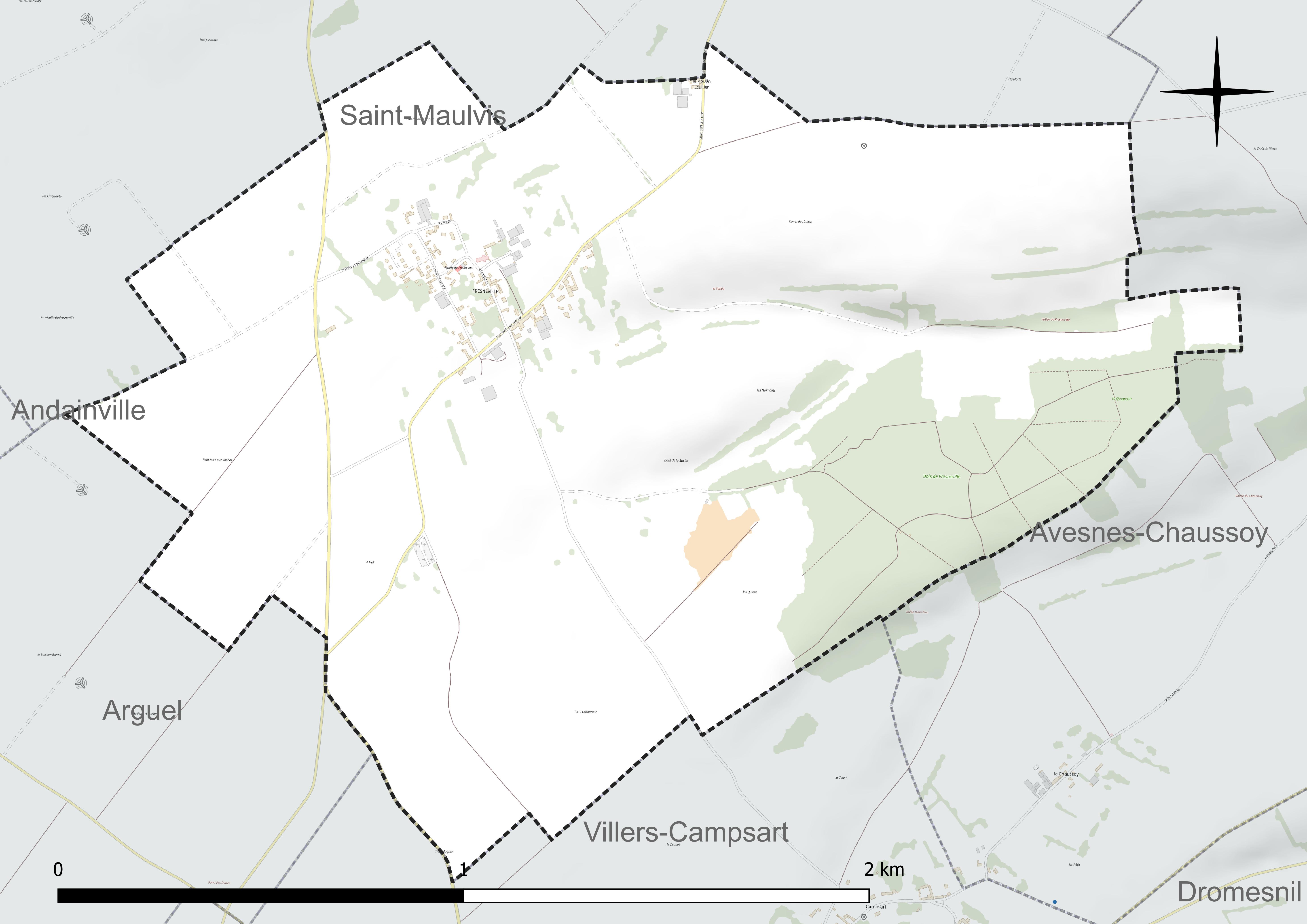
Réseau hydrographique de Fresneville.

### Climat
Pour des articles plus généraux, voir Climat des Hauts-de-France et Climat de la Somme.
En 2010, le climat de la commune est de type climat océanique dégradé des plaines du Centre et du Nord, selon une étude du CNRS s'appuyant sur une série de données couvrant la période 1971-2000. En 2020, Météo-France publie une typologie des climats de la France métropolitaine dans laquelle la commune est exposée à un climat océanique et est dans la région climatique Côtes de la Manche orientale, caractérisée par un faible ensoleillement (1 550 h/an) ; forte humidité de l'air (plus de 20 h/jour avec humidité relative > 80 % en hiver), vents forts fréquents.
Pour la période 1971-2000, la température annuelle moyenne est de 9,9 °C, avec une amplitude thermique annuelle de 14 °C. Le cumul annuel moyen de précipitations est de 841 mm, avec 12,8 jours de précipitations en janvier et 8,7 jours en juillet. Pour la période 1991-2020, la température moyenne annuelle observée sur la station météorologique la plus proche, située sur la commune d'Oisemont à 9 km à vol d'oiseau, est de 11,1 °C et le cumul annuel moyen de précipitations est de 801,4 mm,. Pour l'avenir, les paramètres climatiques de la commune estimés pour 2050 selon différents scénarios d'émission de gaz à effet de serre sont consultables sur un site dédié publié par Météo-France en novembre 2022.

## Urbanisme

### Typologie
Au 1er janvier 2024, Fresneville est catégorisée commune rurale à habitat dispersé, selon la nouvelle grille communale de densité à sept niveaux définie par l'Insee en 2022.
Elle est située hors unité urbaine et hors attraction des villes,.

### Occupation des sols
L'occupation des sols de la commune, telle qu'elle ressort de la base de données européenne d'occupation biophysique des sols Corine Land Cover (CLC), est marquée par l'importance des territoires agricoles (80,6 % en 2018), une proportion identique à celle de 1990 (80,6 %). La répartition détaillée en 2018 est la suivante : 
terres arables (64,4 %), prairies (16,2 %), forêts (12 %), zones urbanisées (7,3 %). L'évolution de l'occupation des sols de la commune et de ses infrastructures peut être observée sur les différentes représentations cartographiques du territoire : la carte de Cassini (XVIIIe siècle), la carte d'état-major (1820-1866) et les cartes ou photos aériennes de l'IGN pour la période actuelle (1950 à aujourd'hui).

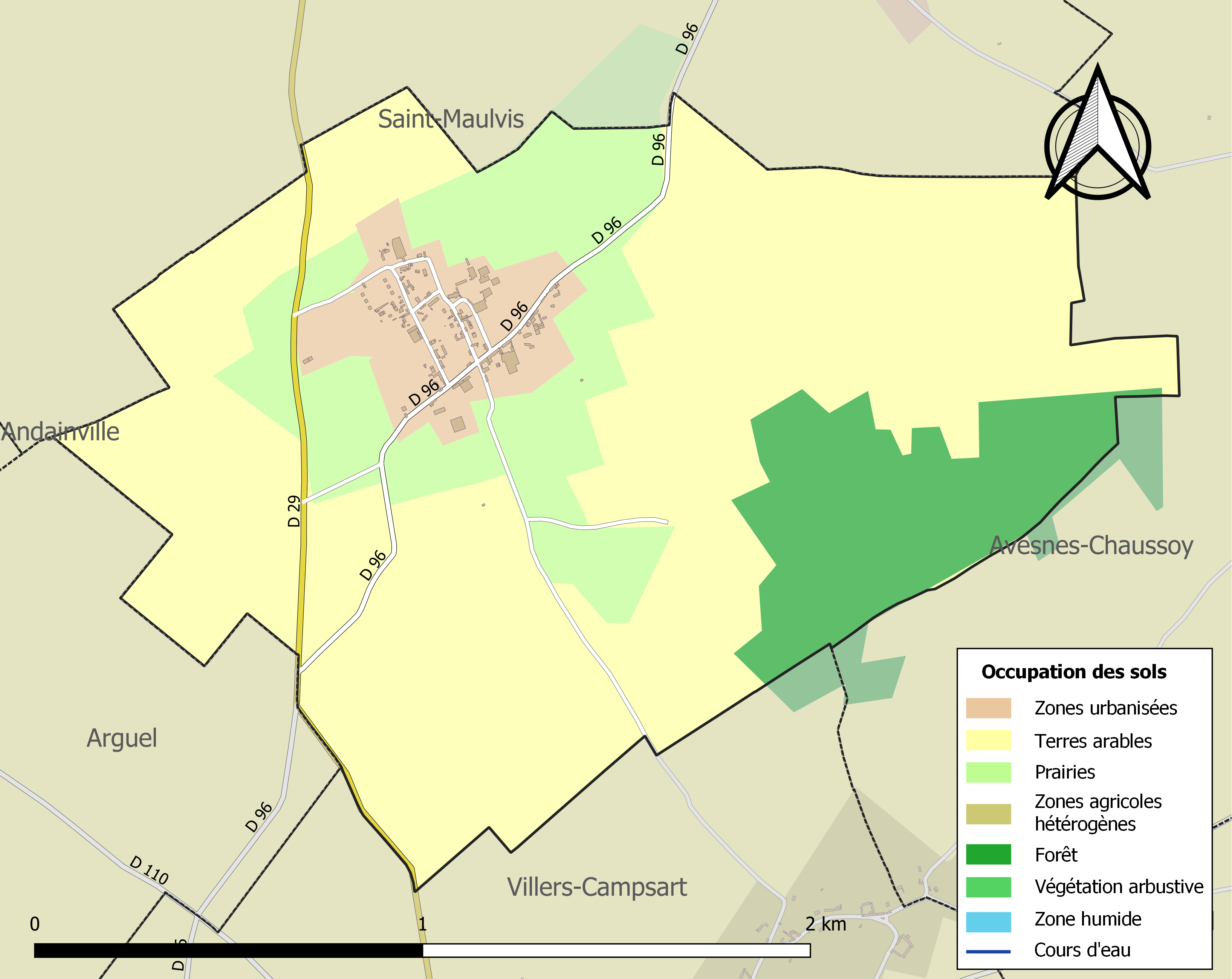
Carte des infrastructures et de l'occupation des sols de la commune en 2018 (CLC).

## Toponymie
Le nom de la localité est attesté sous les formes Fraisneville en 1301 ; Frenneville en 1373 ; Fresneville en 1507 ; Freineville en 1567 ; Frenville en 1657 ; Freneville en 1733 ; Fresnevile en 1710.
Du latin fraxinus signifiant Frêne. Pluriel de l'ancien français fresnes, représentant la fixation de l'oïl (ancien français) fraisne « frêne », devenu fresne par la suite et enfin frêne en français moderne et fait référence à l'arbre.

## Politique et administration

### Rattachements administratifs et électoraux
La commune se trouvait jusqu'en 2009 dans l'arrondissement d'Amiens du département de la Somme. De 2009 à 2016, elle est intégrée à l'arrondissement d'Abbeville, avant de réintégrer le 1er janvier 2017 l'arrondissement d'Amiens. Pour l'élection des députés, elle fait partie depuis 2012 de la troisième circonscription de la Somme.
Elle faisait partie depuis 1801 du canton d'Oisemont. Dans le cadre du redécoupage cantonal de 2014 en France, la commune est intégrée au canton de Poix-de-Picardie.

### Intercommunalité
La commune était membre de la petite communauté de communes de la Région d'Oisemont (CCRO), créée au 1er janvier 1995.
Dans le cadre des dispositions de la loi portant nouvelle organisation territoriale de la République du 7 août 2015, qui prévoit que les établissements publics de coopération intercommunale (EPCI) à fiscalité propre doivent avoir un minimum de 15 000 habitants, la préfète de la Somme propose en octobre 2015 un projet de nouveau schéma départemental de coopération intercommunale (SDCI) qui prévoit la réduction de 28 à 16 du nombre des intercommunalités à fiscalité propre du département.
Ce projet prévoit la « fusion des communautés de communes du Sud-Ouest Amiénois, du Contynois et de la région d'Oisemont », le nouvel ensemble de 37 412 habitants regroupant 120 communes,. À la suite de l'avis favorable de la commission départementale de coopération intercommunale en janvier 2016, la préfecture sollicite l'avis formel des conseils municipaux et communautaires concernés en vue de la mise en œuvre de la fusion.
La communauté de communes Somme Sud-Ouest (CC2SO), dont est désormais membre la commune, est ainsi créée au 1er janvier 2017.

### Liste des maires
| Période                                  | Période                       | Identité           | Étiquette | Qualité                        |
| ---------------------------------------- | ----------------------------- | ------------------ | --------- | ------------------------------ |
| Les données manquantes sont à compléter. |                               |                    |           |                                |
| 1933                                     | 1936                          | Attale Hénocq      |           |                                |
| Les données manquantes sont à compléter. |                               |                    |           |                                |
| avant 1988                               | 2014                          | Gilles Dengreville |           |                                |
| 2014                                     | En cours (au 14 juillet 2020) | Alain Calippe      |           | Réélu pour le mandat 2020-2026 |

## Population et société

### Démographie
L'évolution du nombre d'habitants est connue à travers les recensements de la population effectués dans la commune depuis 1793. Pour les communes de moins de 10 000 habitants, une enquête de recensement portant sur toute la population est réalisée tous les cinq ans, les populations de référence des années intermédiaires étant quant à elles estimées par interpolation ou extrapolation. Pour la commune, le premier recensement exhaustif entrant dans le cadre du nouveau dispositif a été réalisé en 2007.

En 2022, la commune comptait 103 habitants, en évolution de −1,9 % par rapport à 2016 (Somme : −1,26 %, France hors Mayotte : +2,11 %).
| 1793 | 1800 | 1806 | 1821 | 1831 | 1836 | 1841 | 1846 | 1851 |
| ---- | ---- | ---- | ---- | ---- | ---- | ---- | ---- | ---- |
| 268  | 285  | 380  | 271  | 251  | 249  | 259  | 248  | 251  |

| 1856 | 1861 | 1866 | 1872 | 1876 | 1881 | 1886 | 1891 | 1896 |
| ---- | ---- | ---- | ---- | ---- | ---- | ---- | ---- | ---- |
| 246  | 245  | 249  | 224  | 219  | 217  | 206  | 209  | 189  |

| 1901 | 1906 | 1911 | 1921 | 1926 | 1931 | 1936 | 1946 | 1954 |
| ---- | ---- | ---- | ---- | ---- | ---- | ---- | ---- | ---- |
| 185  | 190  | 195  | 171  | 142  | 125  | 125  | 114  | 109  |

| 1962 | 1968 | 1975 | 1982 | 1990 | 1999 | 2006 | 2007 | 2012 |
| ---- | ---- | ---- | ---- | ---- | ---- | ---- | ---- | ---- |
| 107  | 104  | 95   | 77   | 69   | 78   | 99   | 102  | 105  |

| 2017 | 2022 | - | - | - | - | - | - | - |
| ---- | ---- | - | - | - | - | - | - | - |
| 105  | 103  | - | - | - | - | - | - | - |

### Enseignement
En matière d'enseignement primaire, les enfants du village relèvent du regroupement pédagogique concentré (RPC) organisé à l'école publique d'Oisemont, destinée à accueillir 300 élèves. La compétence scolaire est mise en œuvre par la communauté de communes Somme Sud-Ouest.

## Culture locale et patrimoine

### Lieux et monuments
- Église Saint-Gilles.
- La croix du cimetière implantée le 23 septembre 1906, en présence de toute la paroisse par le chanoine Damonneville, curé de Saint-Martin d'Amiens, a été remise en état et réimplantée le 24 septembre 2016 en présence du maire, Alain Calippe, accompagné des élus et quelques fidèles de la paroisse[34].

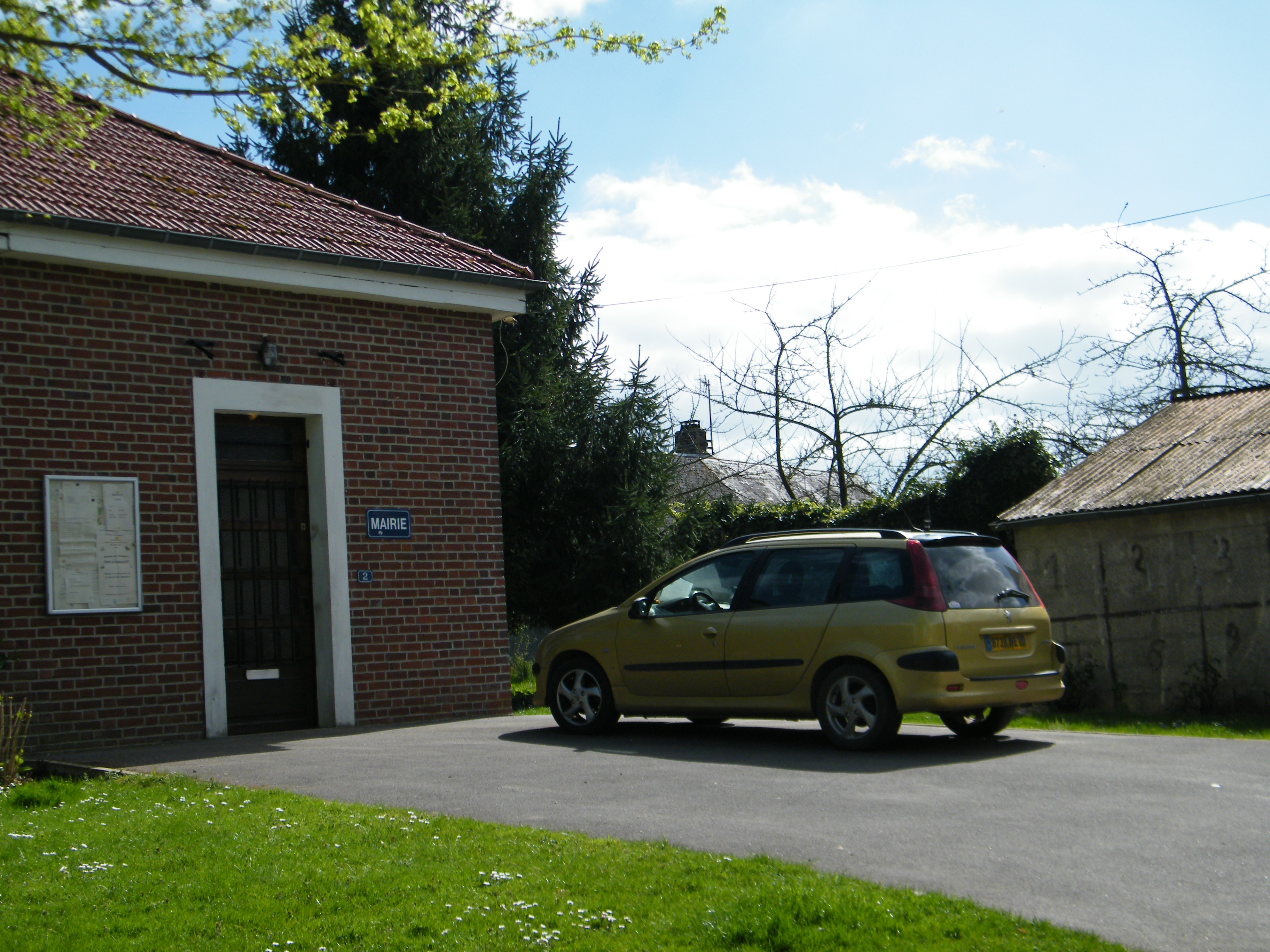
La mairie.
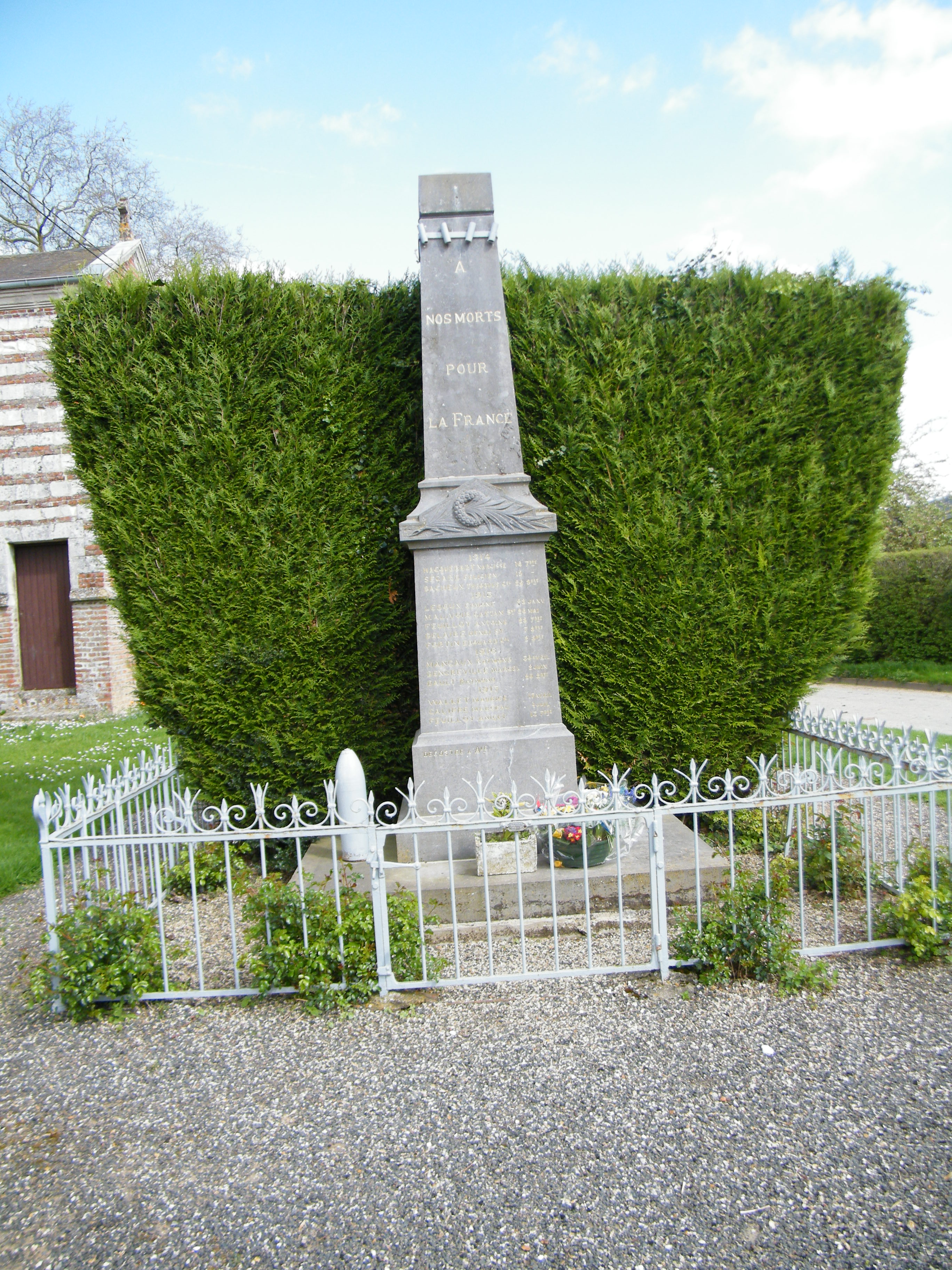
Monument aux morts pour la patrie.
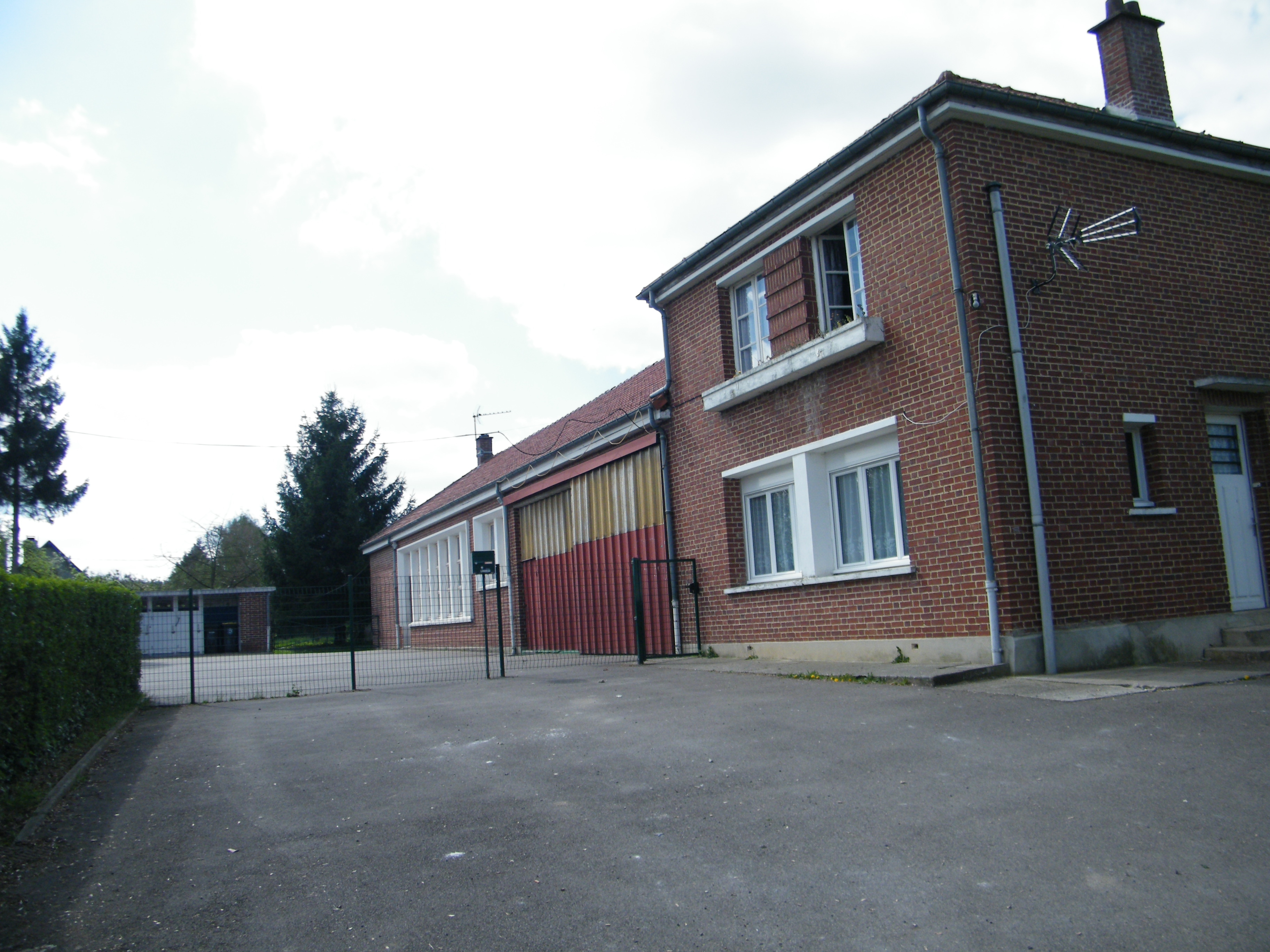
L'école.
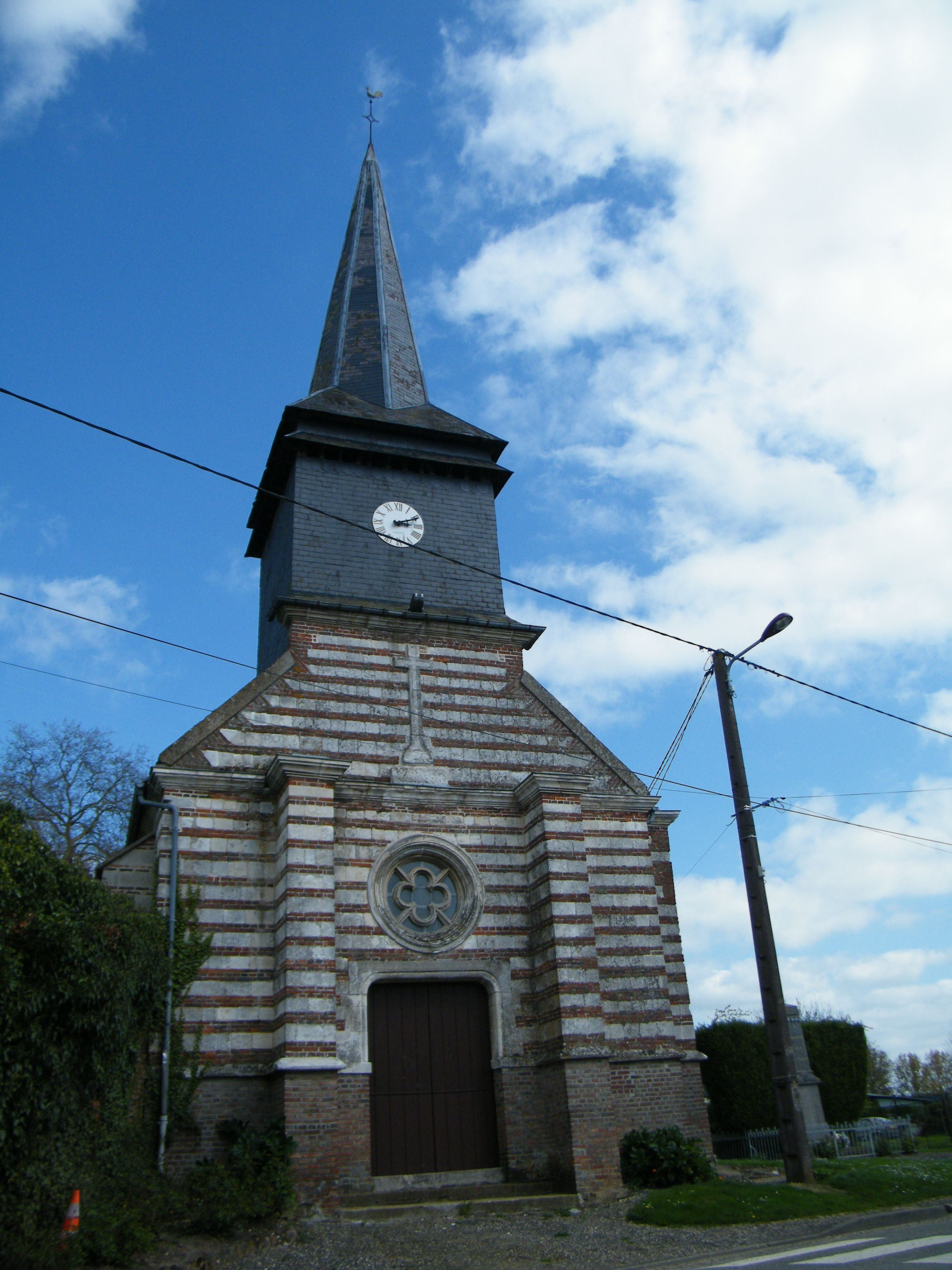
Le clocher de l'église.
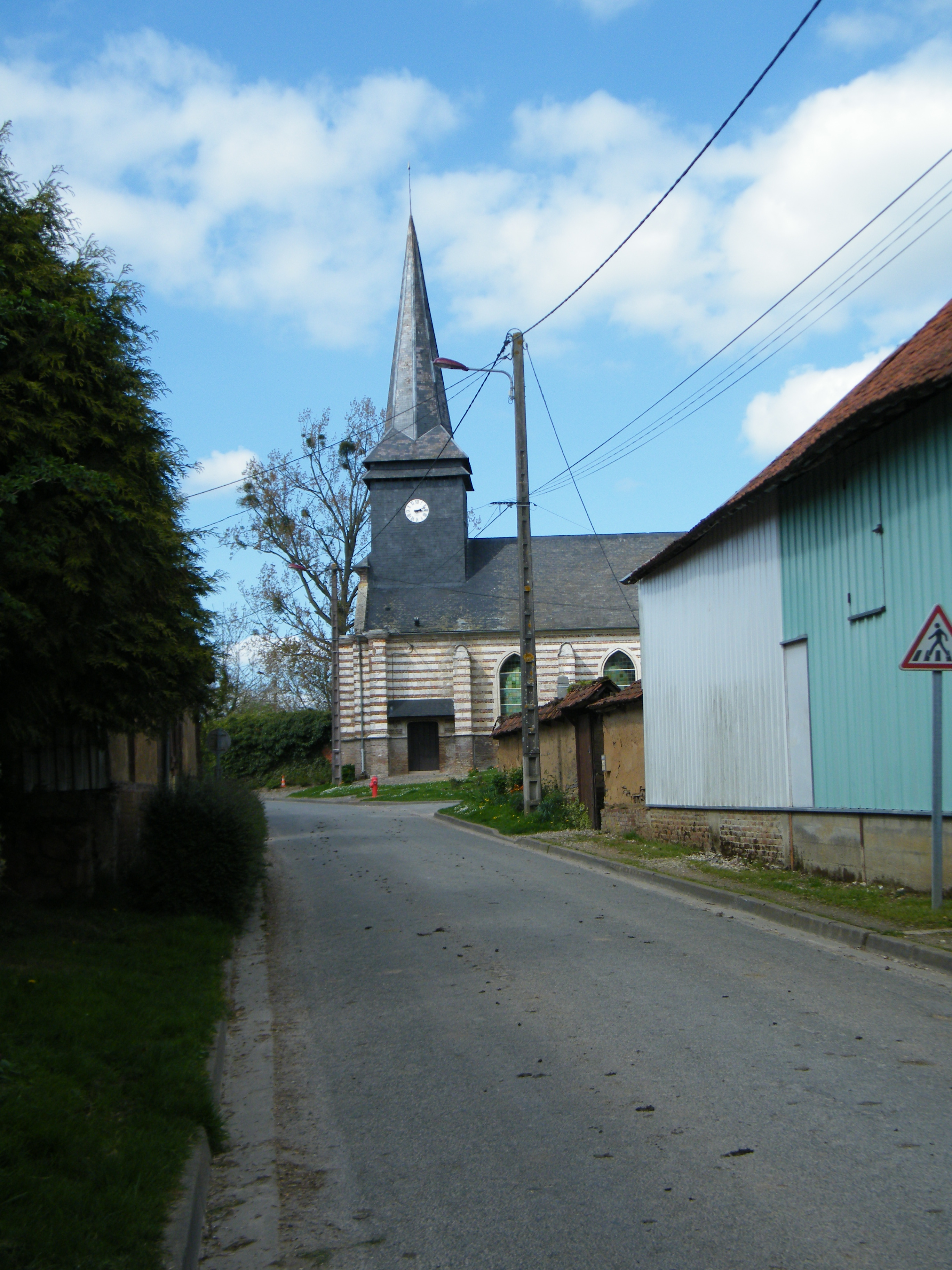
Autre vue de l'église.